# شاهبوزکند
شاهبوزکند (به لاتین: Şahbuzkənd، به ارمنی: شاهاپونک Շահապոնք) یک منطقه مسکونی در جمهوری آذربایجان است که در شهرستان شاهبوز واقع شده است. شاهبوزکند ۱۱۹۷ نفر جمعیت دارد.